# Roger Penske
Roger Searle Penske (Shaker Heights, Ohio, 20 de fevereiro de 1937) é 
um ex-piloto profissional aposentado, proprietário de equipe e empresário estadunidense. Penske é mais conhecido por ser o proprietário da Team Penske, do Indianapolis Motor Speedway adquirida em 4 de novembro de 2019, da IndyCar e de outros negócios relacionados ao automobilismo. Penske é o fundador e presidente da Penske Corporation, uma holding para seus diversos negócios. Penske também recebeu a Medalha Presidencial da Liberdade.
Inicialmente automobilista, ele é lembrado por ter sido um piloto de corridas seja da Fórmula 1 ou corridas de resistência. Penske disputou 2 Grandes Prêmios de Fórmula 1, sempre no difícil circuito de Watkins Glen em 1961 e 1962. Além disso, se inscreveu para disputar corrida de resistência como as 24 Horas de Le Mans, para co-pilotar com o piloto mexicano Pedro Rodríguez e somando-se a esta corrida de resistência ele se inscreveu por anos na corrida de resistência das 12 Horas de Sebring, com o australiano Bruce McLaren, além disso, adiciona-se na lista de automobilistas que co-pilotaram com ele nesta corrida de resistência, o automobilista e ex-dono de equipe americano ilustre pelo seu trabalho na mecânica automotiva, Jim Hall. Tem uma fortuna estimada de U$1.95 bilhões em setembro de 2015.

## Dono de equipe
Sua primeira equipe foi até a Indianapolis Motor Speedway a disputar pela primeira vez as clássicas 500 milhas de Indianápolis de 1969, suas vitórias o tornaria o maior vencedor das 500 Milhas de Indianápolis vão de um ciclo de 1972-2024 que têm 20 vitórias(até as Indy 500 de 2024) em 5 décadas, sua primeira vitória foi com 500 Milhas de Indianápolis de 1972 e revelou alguns dos melhores pilotos do ciclo da categoria em que passava como Gary Bettenhausen, Tom Sneva, Mario Andretti, Bobby Unser, Al Unser, Al Unser, Jr., Emerson Fittipaldi, Rick Mears, Danny Sullivan, Paul Tracy, Will Power, Simon Pagenaud, Josef Newgarden incluindo sul-americanos como o multivencedor brasileiro das míticas 500 Milhas de Indianápolis e campeões, Hélio Castroneves, Gil de Ferran, além do colombiano Juan Pablo Montoya - o ciclo de vitórias da Penske Racing ou Team Penske - que começaria em 1972 com o norte-americano Mark Donohue até a década de 2020.
Sua estreia na NASCAR foi em 1972 e sua primeira vitória viria no ano de 1973, ganhando em várias ocasiões nos anos seguintes. Fechou sua equipe de Fórmula 1 que participava dos campeonatos entre 1974 até 1976, em 1977 as atividades da Penske Racing na Fórmula 1 foram desativadas e a Penske Racing faz a gestão da equipe da NASCAR que tem Joey Logano e Brad Keselowski. Em 2012, Keselowski conseguiu o campeonato da NASCAR Cup Series superando pilotos como Clint Bowyer e o multicampeão Jimmie Johnson. Depois de muitos anos de tentativa, sua equipe venceu as 500 Milhas de Daytona em 2008 com o piloto Ryan Newman. Penske, mais tarde venceu mais uma 500 Milhas de Daytona em 2015 com o piloto Joey Logano.

## Resultados comoautomobilista

### Fórmula 1
| Ano    | Equipe            | Chassi     | Motor             | 1   | 2   | 3   | 4   | 5   | 6   | 7   | 8     | 9   | Classificação | Pontos |
| ------ | ----------------- | ---------- | ----------------- | --- | --- | --- | --- | --- | --- | --- | ----- | --- | ------------- | ------ |
| 1961   | John M Wyatt III  | Cooper T53 | Climax Straight-4 | MON | HOL | BEL | FRA | GBR | ALE | ITA | EUA 8 |     | NC            | 0      |
| 1962   | Dupont Team Zerex | Lotus 24   | Climax V8         | HOL | MON | BEL | FRA | GBR | ALE | ITA | EUA 9 | AFS | NC            | 0      |
| Fonte: |                   |            |                   |     |     |     |     |     |     |     |       |     |               |        |

### 24 Horas de Le Mans
| Ano  | Equipe                     | Veículo           | Co-piloto       | Posição | Nota     |
| ---- | -------------------------- | ----------------- | --------------- | ------- | -------- |
| 1963 | North American Racing Team | Ferrari 330TRI LM | Pedro Rodríguez | DNF     | Acidente |

### 12 Horas de Sebring
| Ano  | Equipe                 | Veículo                        | Co-piloto     | Posição | Nota              |
| ---- | ---------------------- | ------------------------------ | ------------- | ------- | ----------------- |
| 1961 | Brumos Porsche Company | Porsche 718 RS/61              | Bob Holbert   | 5º      | Vitória na classe |
| 1962 | Briggs Cunningham      | Cooper T57 Monaco              | Bruce McLaren | 5º      |                   |
| 1963 | Mecom Racing Team      | Ferrari 250 GTO                | Augie Pabst   | 4º      |                   |
| 1964 | McKean Chevrolet Inc.  | Chevrolet Corvette Grand Sport | Jim Hall      | 17º     |                   |

## Empreendorismo
Paralelamente ao trabalho como dono de equipe nas corridas de automóveis de várias categorias, Penske é empreendedor: logo possui outros negócios automotivos, que estão relacionados, no grupo de empresas.
- Penske Racing - Team Penske (IndyCar), Penske South (NASCAR), Penske Motorsports (na antiga American Le Mans Series), Team Penske IMSA WeatherTech
- United Auto Group
- Penske Automotive Group - Empreendimento automobilístico de California.
- Penske Truck Leasing
- Penske Logistics - Transporte e logística
- Truck-Lite - Manufatura de iluminação para veículos pesados (de 18 rodas)
- QEK Global Solutions - QEK Global Solutions é provedor de produtos a construtores de automóveis e as outras empresas fora do setor automobilístico.
- Davco - Construtor de sistemas de filtrado y separação de combustível e calefação para caminhões pesados.
- Ilmor - Motorista
- Deer Valley Ski Resort - Estação de esqui

## Honrarias
- Em 1998, Penske foi introduzido ao International Motorsports Hall of Fame
- Além disso, foi introduzido ao Motorsports Hall of Fame of America no ano de 1995.
- Introdução no Auto Racing Hall of Fame
- Em 2015 ele foi introduzido ao Automotive Hall of Fame no Renaissance Center na cidade de Detroit.[5][6]

## Ligações Externas
- Penske Corporation